# Кайпанов, Нуркожа Аралбекович
Нуркожа Аралбекович Кайпанов (каз. Нұрқожа Аралбекұлы Қайпанов; Петропавловск, Казахстан) — казахстанский борец вольного стиля, чемпион мира, неоднократный чемпион Азии. Представляет Северо-Казахстанскую область.

## Карьера
В 2018 году стал бронзовым призёром чемпионата Азии среди юниоров в весе до 70 кг.
В 2019 году стал чемпионом Азии в весовой категории до 70 кг.
На чемпионате мира в 2019 года в финале уступил российскому борцу Давиду Баеву.
В 2021 году стал чемпионом Азии в весовой категории до 74 кг.
На чемпионате мире 2021 проиграл в стартовой схватке представителю Ирана со счетом 0-12 и занял итоговое 29-е место из 29-ти. 
В 2023 году проиграл на VI летней Спартакиаде (Чемпионате Казахстана) Дархану Есенгали в 1/2. За бронзовую медаль проиграл Канату Мусабекову.
В сентябре 2023 года в Белграде на лицензионном чемпионате мира в 1/8 финала проиграл Кайлу Дэйку из США, а в утешительной встрече - японцу Даити Такатани, тем самым оставил страну без Олимпийской лицензии на игры в Париж.
В 2024 году стал чемпионом мира в весовой категории до 70 кг.
В 2025 году стал чемпионом Азии в весовой категории до 74 кг.